# Streets of Rage
Streets of Rage (kurz SoR, in Japan bekannt als Bare Knuckle) ist eine Serie von Beat-’em-up-Spielen. Alle Teile der Serie wurden von der Firma Sega produziert und erschienen ursprünglich nur für die hauseigenen Spielkonsolen.

## Teile

### Streets of Rage
Der erste Teil der Serie erschien 1991 für den Sega Mega Drive. Das Spiel wurde 1992 für den Game Gear und ein Jahr später auch für das Sega Master System umgesetzt und war ebenfalls Bestandteil der 1992 erschienenen „Sega Classics Arcade Collection“ für die Mega-CD-Erweiterung. Aufgrund der großen Popularität des Titels wurde er später in diverse Spielesammlungen für die Konsolen übernommen. Zudem wurde der erste Teil der Serie am 2. März 2007 auf der Virtual Console der Wii veröffentlicht.
Das Spielkonzept und die Grafik waren vergleichsweise einfach, entsprachen jedoch den damals üblichen Standards für Konsolenspiele.
Das Spiel konnte im Einzel- oder Zweispieler-Modus (nur Mega Drive und Master System) gespielt werden. Dazu musste man zunächst eine der drei zur Verfügung stehenden Spielfiguren (die Ex-Polizisten Axel Stone, Adam Hunter, Blaze Fielding) wählen. Mit diesen musste man sich den Weg durch mehrere, mit Ausnahme eines Fahrstuhls stets seitwärts scrollende Level erkämpfen. Dazu stand eine, auf wenige Bewegungen beschränkte Palette von Schlägen und Tritten zur Verfügung, die im Zweispielermodus durch effektive Partner-Moves ergänzt wurde. Weiterhin konnten verschiedene Waffen eingesammelt und benutzt werden, z. B. Messer, Flaschen oder Baseballschläger. In kritischen Situationen konnte der Spieler per Knopfdruck einen Polizeiwagen rufen, der durch den Einsatz eines Raketenwerfers den Bildschirm komplett von Gegnern befreite. Diese als Smart Bomb bezeichnete Funktion stand jedoch nur ein einziges Mal pro Bildschirmleben zur Verfügung. Am Ende eines Levels musste ein besonders widerstandsfähiger Endgegner besiegt werden, der im Zweispielermodus meist in doppelter Ausführung auftrat.

### Streets of Rage 2
Nach dem großen Erfolg des ersten Spiels veröffentlichte Sega bereits 1992 den zweiten Teil der Serie, der ebenfalls für den Game Gear und das Master System umgesetzt wurde. Die grundlegenden Unterschiede zu Streets of Rage waren nur marginal. Grafik und Sound wurden jedoch entscheidend verbessert, und der Umfang des Spiels (Segas erstes 16-Megabit-Modul überhaupt) wurde wesentlich erweitert, jede Stage verfügte nun über zahlreiche Teilabschnitte.
Alle vier Charaktere verfügten nun über ansprechende und vielfältige Animationsphasen, die Gegnerschar wurde dramatisch aufgestockt, und der Schwierigkeitsgrad fiel im Gegensatz zum Erstling etwas moderater aus. Hardcore-Zocker wurden jedoch mit dem neuen Mania-Schwierigkeitsgrad zufriedengestellt. Darüber hinaus gab es zwei neue Figuren zur Auswahl: den Rollschuhfahrer Skate Hunter und den Wrestler Max Thunder. Diese ersetzten Adam Hunter, der nach einem Kidnapping durch Mr X verschwand und erst in Teil 3 wieder auftauchte.
Die Funktion der Smart Bomb wurde durch einen speziellen Angriffsschlag für jede Figur ersetzt, der dem Spieler bei jedem Einsatz einen geringen Teil seiner Lebensenergie abzog (etwa vergleichbar mit dem Spezialangriff in Final Fight). Weiterhin hatte jeder Gegner nun eine eigene Lebensenergie-Anzeige, ein Charakter-Icon und eine genaue Namensbezeichnung, die in den verschiedenen Fassungen (PAL/JAP/US) variierten.
Erstmals gab es einen Modus, in dem zwei menschliche Spieler direkt in einer Arena gegeneinander antreten konnten.
In der inoffiziellen Beta-Version des Spiels (Bare Knuckle 2) waren noch zahlreiche Moves vertreten, die es letztendlich nicht ins endgültige Spiel geschafft haben und frappierend an Street Fighter II erinnerten. So verfügte Axel ursprünglich noch über einen klassischen Uppercut und den Hurricane Kick der Street-Fighter-Ikonen Ryu und Ken.
Streets of Rage 2 gilt als bester Teil der Serie und zählt heute zu den Klassiker für das Sega Mega Drive. Anfang Juni 2007 wurde es erneut für die Virtual Console der Wii veröffentlicht. Am 29. August 2007 erschien es ebenfalls für die Xbox 360, zum Preis von 5 €, als Download bei Live Arcade. Es folgte eine Veröffentlichung für PlayStation 3 im PlayStation Store am 4. Juni 2011.

### Streets of Rage 3
Der dritte Teil der Serie erschien 1994. Auch hier wurden Grafik und Sound an die verbesserten Standards angepasst. Die Level wurden länger und vielschichtiger gestaltet, unter anderem durch die bereits vom ersten Teil bekannten Fallen. Die Spielfigur Max wurde durch den Cyborg Dr. Zan Gilbert ersetzt. Rein spielerisch ist der dritte Teil eine klare Weiterentwicklung des klassischen Prügel-Prinzips. Die Charaktere verfügen über vielfältige neue Moves und besitzen die Fähigkeit zu rennen, was das Spieltempo erhöht.
Streets of Rage 3 konnte jedoch nicht mehr an die alten Erfolge anknüpfen. Zum einen konnte es nach dem Erscheinen von Titeln wie Mortal Kombat nicht mehr den modernen Grafikerwartungen (digitalisierte Schauspieler) genügen. Zum anderen schien das Spielprinzip überholt, und neue Entwicklungen wurden von Sega nicht mehr rechtzeitig aufgegriffen. Zudem wurde der Titel für die Veröffentlichungen im Westen einigen zweifelhaften Veränderungen unterzogen, so wurde etwa der Schwierigkeitsgrad drastisch angehoben. Der bei weitem größte Kritikpunkt war allerdings die Soundkulisse des Spiels. Der bisherige Haus-Komponist der Reihe Yuzo Koshiro war nicht mehr direkt am 3. Teil beteiligt, und die technoiden Tracks waren aufgrund ihres stark experimentellen Charakters so ungewöhnlich wie gewöhnungsbedürftig. Auch waren im Jahr 1994 bereits die 32 Bit Konsolen von Sony und Sega selbst auf dem Markt, wohingegen Streets Of Rage 3 noch für das zu diesem Zeitpunkt bereits betagte 16 Bit System Segas erschien.
Eines der angekündigten Features war letztendlich nicht mehr in der Endfassung vertreten. Erstmals sollten die Spielfiguren auf Motorrädern Platz nehmen und entscheidend für Abwechslung vom monotonen Prügel-Alltag sorgen. Die zum Teil fertiggestellten Motorrad-Levels fielen aufgrund von Zeitmangel in der Endphase der Produktion dem Rotstift zum Opfer. In der japanischen Fassung (Bare Knuckle 3) sind diese Level aber noch in unvollständiger Form enthalten und können per Cheat angewählt werden.
Neben den nicht verwendeten Levels gibt es auch noch einen geheimen spielbaren Charakter, der es nur in die japanische Version von Streets of Rage 3 bzw. Bare Knuckle 3 geschafft hat. Bei dem fehlenden Charakter handelt es sich um Ash, einen scheinbar homosexuellen Charakter, der sämtliche Klischees bedient, und höchstwahrscheinlich auch deshalb aus der westlichen Version entfernt wurde.

### Streets of Rage 4
Der vierte Teil der Serie, Streets of Rage 4, wurde am 30. April 2020 für PlayStation 4, Xbox One, Nintendo Switch und Microsoft Windows (ab 12. November 2020 auch Linux und MacOS) veröffentlicht.

## Sonstiges
Ende der 1990er Jahre gab es Gerüchte über das Erscheinen eines möglichen vierten Teils für Segas Dreamcast-Konsole.
Am 31. Dezember 2006 erschien eine erste Version der Streets of Rage Remake betitelten Vollversion für Windows-PCs. Das Spiel stellt eine Art Remix der ersten drei Spiele mit verbesserter Grafik, neuen Effekten, Charakteren und überarbeiteter Musik dar. Es ist eine inoffizielle Produktion der Fangruppe Bombergames und als freier Download verfügbar. Die finale Version 5.0 wurde am 5. April 2011 nach mehrjähriger Entwicklung veröffentlicht, jedoch kurz darauf auf Wunsch SEGAs wieder von der offiziellen Seite entfernt. Die genauen Hintergründe sind indes noch unbekannt.